# Мирный (Могилёвская область)
Мирный (бел. Мірны) — посёлок в составе Сидоровичского сельсовета Могилёвского района Могилёвской области Республики Беларусь.

## Население
- 2010 год — 229 человек